# ジェデオン・バリル
ジェデオン・バリル (仏：Gédéon Baril、1832年7月17日 - 1906年7月3日) はフランスの画家、著作家、イラストレーター、風刺画家。おもに故郷のアミアンとピカルディで活動した。

## 経歴

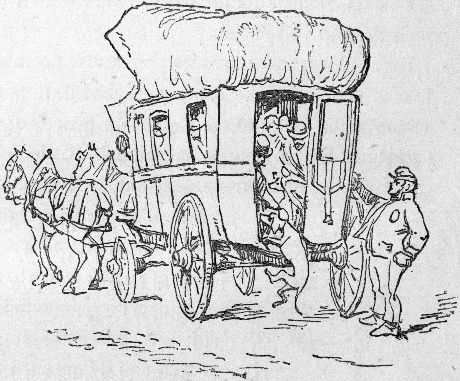
ヴェルヌ「狩猟の十時間」挿絵

ジェデオン・バリルは1832年7月17日にアミアンで生まれた。彼はパリ国立高等美術学校でレオン・コニエに絵画を師事した。
彼は「ル・モンド・イリュストレ」、「ル・アネトン」、「ル・ソレイユ」などの紙誌にイラストを寄稿し、雑誌「ラ・リュヌ」の創設に関わった。普仏戦争にも動員されたのちは、新聞に "Nos vainqueurs"（わたしたちの勝者）と題する肖像イラストの連載を担当した。
また、彼は「シェ・カボタン」（ラフルールという人物を主人公とするアミアンの人形劇）の運営にも関わった。1881年には友人のジュール・ヴェルヌの短編小説「狩猟の十時間」にイラストを提供している。
彼は1906年7月3日にアミアンで死去した。

## 作品

### 定期刊行物
- Almanach des toqués, Pagnerre, 1863
- Les Femmes de Ménage, 18 lithografies, A. de Vresse éditeur, Paris, 1863
- Nos vainqueurs, 28 pages, dessins aquarellés, 1870
- Les Caquets du baquet, Lessive amiénoise, Imprimerie de T. Jeunet, 1887
- Les nourrices, A. de Vresse éditeur, Paris, 17 pages

### 図書
- John Grand-Carteret, Les mœurs et la caricature en France

### 展覧会
- Caisse d'épargne de Picardie, du date-|27 mai au date-|10 juillet 2009